# Cometa estinta

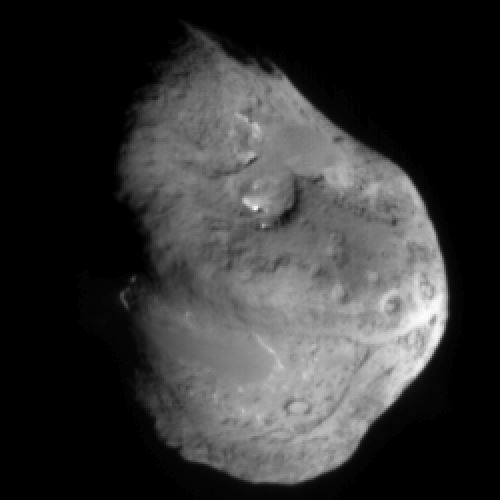
Il nucleo cometario di 9P/Tempel immortalato dalla sonda spaziale Deep Impact. La cometa osservata non è ancora estinta, tuttavia, l'immagine da un'idea di come sarà quando si estinguerà.

Una cometa estinta è una cometa che ha espulso la maggior parte del ghiaccio volatile presente nel proprio nucleo conservandone quindi pochissimo per la creazione sia della chioma, sia della coda. Pur apparendo uguale, all'osservazione, a una cometa dormiente, una cometa estinta si differenzia da essa poiché in una cometa dormiente tutte le componenti volatili, anziché essere esaurite, sono intrappolate sotto uno strato superficiale inattivo. Di fatto, la fase dormiente può essere considerata una delle fasi di transizione che una cometa può attraversare nel suo avvicinamento all'estinzione.
A causa della quasi totale mancanza di chioma e coda, una cometa estinta o dormiente può assomigliare a un asteroide piuttosto che a una cometa e rendere quindi difficile la distinzione tra queste due classi di corpi minori del Sistema Solare.

## Natura delle comete estinte
Come detto, le comete estinte sono quelle comete che hanno espulso la maggior parte del loro ghiaccio volatile; con il passare del tempo, una volta che i composti volatili presenti nel nucleo della cometa, come azoto, acqua, anidride carbonica, ammoniaca, idrogeno e metano, sono completamente evaporati, tutto ciò che rimane è una roccia inerte o un agglomerato di detriti tenuti assieme dalla forza di gravità che risulta essere molto simile a un asteroide.

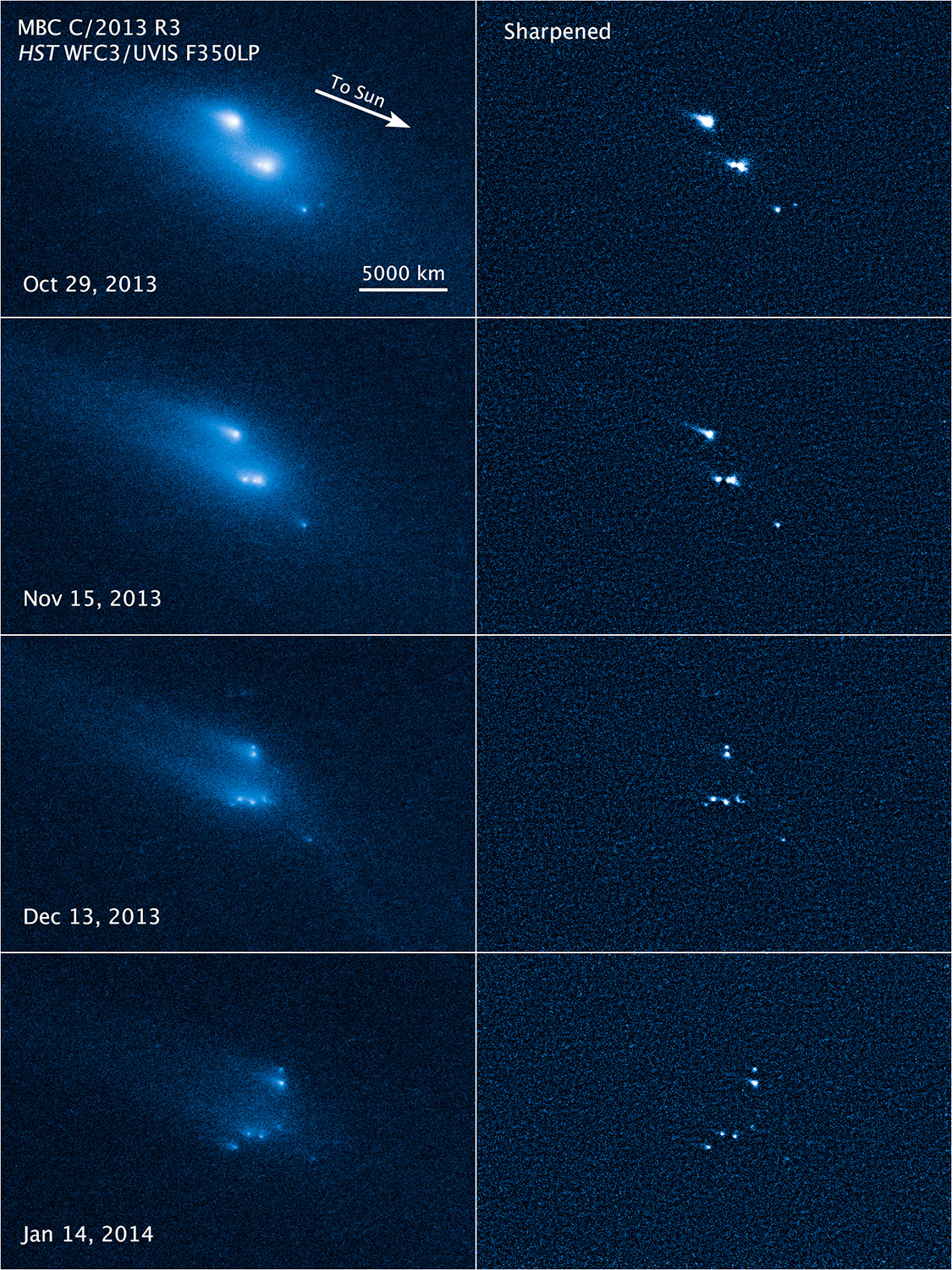
La disintegrazione dell'asteroide P/2013 R3 osservata dal telescopio spaziale Hubble tra la fine di ottobre 2013 e l'inizio di gennaio 2014.

La ricerca di comete in fase di transizione verso l'estinzione è stata oggetto di diversi studi, come il Transition Comets-UV Search for OH Emissions in Asteroids, uno dei sei studi proposti da astrofili e accettati dalla NASA a cui fu concesso l'utilizzo del telescopio spaziale Hubble. Si ritiene che comete come C/2001 OG108, scoperta dagli astronomi del programma LONEOS, possano rappresentare una fase di transizione tra comete estinte e tipiche comete di tipo Halley (periodo di 20-200 anni) o comete a lungo periodo (maggiore di 200 anni).
Gli asteroidi del gruppo dei damocloidi sono stati studiati come possibili comete estinte a causa della somiglianza dei loro parametri orbitali con quelli delle comete di tipo Halley.

### Comete dormienti
Le comete dormienti sono quelle all'interno del cui nucleo possono trovarsi ancora dei composti volatili, i quali risultano però intrappolati e al di sotto di superfici inattive. Tra i corpi celesti a noi noti, l'asteroide 14827 Hypnos potrebbe ad esempio essere quello che rimane del nucleo di una cometa, in cui crosta rocciosa spessa diversi centimetri impedisce a tutti i volatili rimanenti di evaporare.
L'espressione "cometa dormiente" descrive quindi comete che possono diventare nuovamente attive ma non stanno attualmente emettendo gas. L'asteroide 60558 Echeclus, ad esempio, ha precedentemente mostrato una chioma cometaria e, seguendo i criteri di nomenclatura cometaria è stato quindi chiamato anche 174P/Echeclus. quindi ha anche ricevuto la designazione cometaria 174P/Echeclus. Dopo aver superato il proprio perielio all'inizio del 2008, anche il centauro 52872 Okyrhoe mostrò una luminosità decisamente significativa.

## Distinzione tra comete e asteroidi
Le principali differenze tra un asteroide e una cometa sono che quest'ultima mostra una chioma dovuta alla sublimazione dei ghiacci vicini alla superficie innescata dalla radiazione solare e che ha un'orbita tipicamente più eccentrica.
Al tempo della loro scoperta gli asteroidi furono visti come una classe di oggetti distinti dalle comete, e solo nel 2006 l'Unione Astronomica Internazionale coniò il termine "corpo minore del Sistema Solare" che includesse entrambe le classi di corpi celesti. Alcuni di questi oggetti sono oggi doppiamente elencati poiché sono stati classificati come pianeti minori prima che mostrassero prove di attività cometaria; inoltre oggi si ritiene che gli "asteroidi" aventi orbite particolarmente eccentriche attualmente conosciuti siano in realtà per la maggior parte comete dormienti o estinte.
Si ritiene che circa il 6% degli asteroidi near-Earth siano nuclei estinti di comete che non sperimentano più il degassamento.

## Comete estinte

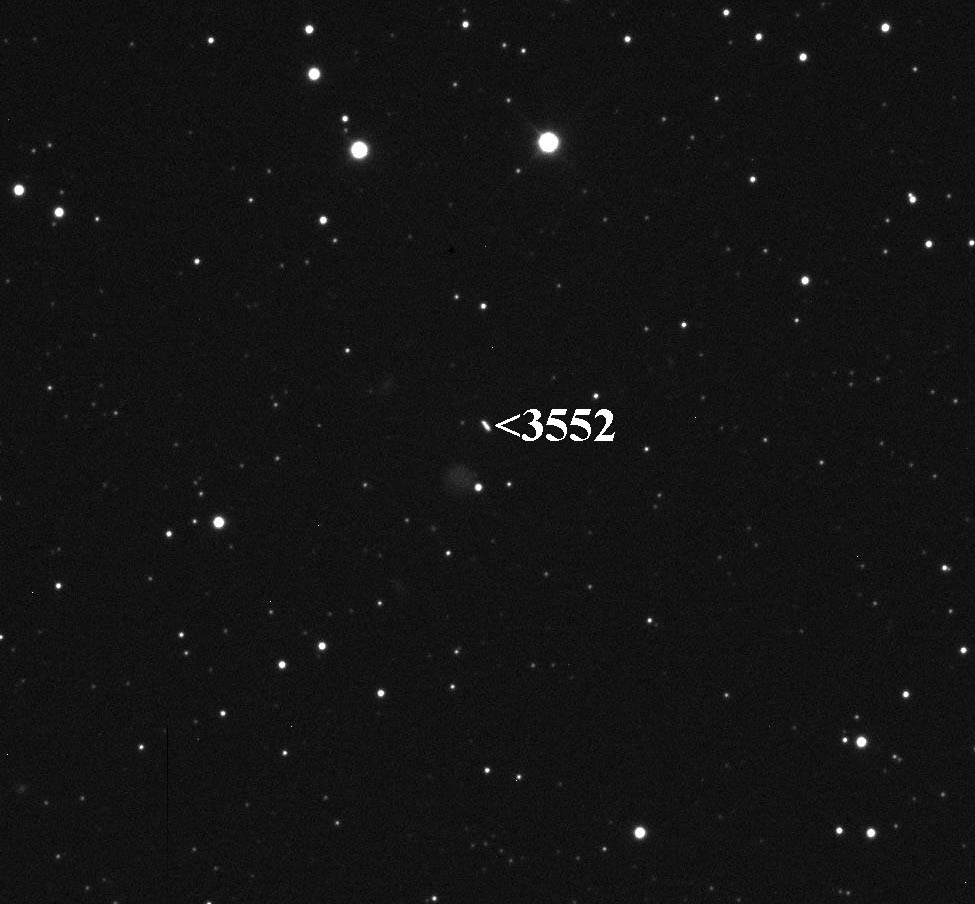
L'asteroide 3552 Don Quixote vicino al proprio perielio nel 2009 ha mostrato una magnitudine apparente pari a 15.

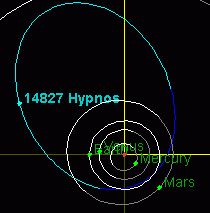
L'asteroide 14827 Hypnos ha un'orbita con eccentricità pari a 0,66, simile all'orbita di una cometa.

La lista dei corpi celesti ritenuti possibili comete estinte include:
- (137924) 2000 BD19
- 196256 2003 EH1
- 14827 Hypnos[1]
- 2101 Adonis
- 2015 TB145
- 3200 Phaethon[9][10]
- 3552 Don Quixote[9]
- P/2007 R5 (SOHO 1)[7]
- 1996 PW probabilmente una cometa di lungo periodo estinta[11]